# Coggeshall
Coggeshall är en stad och en civil parish i Braintree i Essex i England. Orten har 4 327 invånare.